# Amfiteatr w Ostródzie

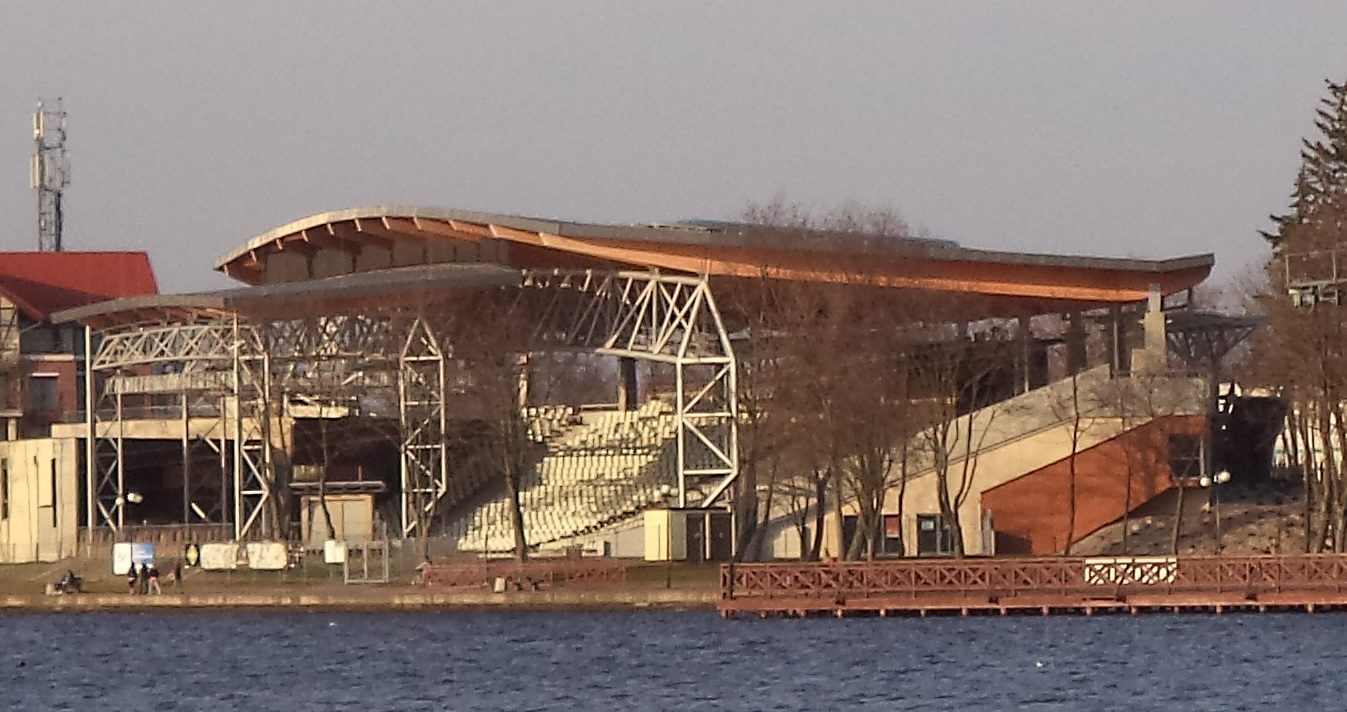
Amfiteatr w Ostródzie

Amfiteatr w Ostródzie – amfiteatr zlokalizowany w Ostródzie przy ul. Mickiewicza 17 A. Położony nad wschodnim brzegiem jeziora Drwęckiego. Widownia amfiteatru liczy 2500 miejsc siedzących. Obiekt jest w pełni zadaszony. Odbywają się w nim koncerty muzyczne, spektakle teatralne, wszelkiego rodzaju prezentacje, występy kabaretów i inne imprezy masowe. Zarządcą amfiteatru jest Centrum Kultury w Ostródzie.
Amfiteatr został wybudowany w ramach projektu „II etap zagospodarowania nabrzeża Jez. Drwęckiego”, którego koszt wynosił 25 845 097,25 zł. Wykonawcą było Ostródzkie Przedsiębiorstwo Budowlane. Umowa na budowę obiektu została podpisana 8 grudnia 2010 roku.  Prace budowlane ruszyły w styczniu 2011 roku. Pierwsza impreza w amfiteatrze odbyła się na dwa dni przed oficjalnym otwarciem, był to koncert zespołów Enej i Cuba de zoo. Oficjalne otwarcie obiektu miało miejsce 26 maja 2012 roku. W ramach imprezy inauguracyjnej odbył się benefis Piotra Bałtroczyka, podczas którego występował m.in. Kabaret Ani Mru-Mru i Jerzy Kryszak. 31 grudnia 2020 roku na scenie amfiteatru odbyła się zabawa sylwestrowa organizowana przez Telewizję Polską.